# Americar Veículos Especiais
Americar Veículos Especiais Ltda. ist ein brasilianischer Hersteller von Automobilen.

## Unternehmensgeschichte
Cleber Jean Araújo gründete 1995 das Unternehmen in Santo Andre. Er begann 1996 mit der Produktion von Automobilen. Der Markenname lautet Americar. Bisher entstanden etwa 60 Fahrzeuge.

## Fahrzeuge
Das erste Modell ähnelt einem Modell von Willys-Overland von 1941 und ist als Coupé und Pick-up lieferbar. Verschiedene V8-Motoren von Ford und General Motors mit 5000 cm³ Hubraum bis 7500 cm³ Hubraum und 215 PS bis 450 PS Leistung treiben die Fahrzeuge an.
2000 kam die Nachbildung des AC Cobra dazu. Die Basis bildet ein Rohrrahmen.
Seit 2002 ergänzt die Nachbildung des Ford Thunderbird von 1955 das Sortiment.
Außerdem gibt es seit 2003 als Nachfolger des Fera den XK 120, der dem Jaguar XK 120 ähnelt. Ein Motor von Chevrolet mit 4100 cm³ Hubraum treibt diese Fahrzeuge an. Seit einigen Jahren ist auch ein Vierzylindermotor mit 2000 cm³ Hubraum und 142 PS erhältlich. 2011 kam die Ausführung als Coupé dazu.
Das Unternehmen selbst nannte im September 2016 nur die Modelle Classic 427 und Classic 427 RS als Cobra-Nachbildungen sowie XK 120 als Coupé und Roadster.